# Steve Swindells
Steve Swindells (Ipswich, 21 novembre 1952) è un tastierista inglese.
È famoso per la sua collaborazione con la space rock band Hawkwind.

## Discografia

### Solista
- 1974 - "Messages"
- 1980 - "Fresh Blood"

### Con gli Hawkwind
- 1978 - "25 Years On"